# 한국교원대학교
한국교원대학교(韓國敎員大學校, Korea National University of Education)는 대한민국의 국립 종합교원양성대학이다. 약칭으로 교원대라 불리기도 하며, 영문 이니셜로는 KNUE를 사용한다.
충청북도 청주시에 있으며 고등교육법 제43조와 대통령령인 한국교원대학교 설치령에 근거해 1984년 설립되었다. 대한민국에서 종합교원양성대학의 지위를 갖는 유일한 대학으로서 교육부 장관의 관할 아래 특수학교·유치원·초등·중등 각급 학교의 교원을 양성하고 교원의 재교육을 담당하며 교육에 관한 연구를 수행하는 등 교원양성, 교원연수, 교육연구의 3대 기능을 맡고 있다.
4개 단과대학 25학과, 일반대학원 석사과정 4계열 48전공 8협동과정, 일반대학원 박사과정 4계열 45전공 3협동과정, 1개의 특수대학원, 1개의 전문대학원으로 구성되어 있다.

## 연혁

1989년 4월 12일 민주화를 향한 열망을 담아 학생들이 인문과학관 앞 잔디광장에 심은 ‘교원나무’의 최근 모습

### 설립 경과
1978년 12월 한국교육개발원이 한국교육 30년을 기념하여 각계의 여론과 학자들의 연구를 토대로 작성한 《교육발전의 전망과 과제》 보고서에서 ‘교육대학과 사범대학을 통합 발전시켜 정예 교원양성과 교육연구의 중심적 역할을 할 수 있는 종합교원교육기관’의 설립 필요성을 제기하였다. 1980년 12월에는 대통령 산하 특수자문기관인 경제과학심의회의에서 프랑스의 고등사범학교를 모델로 하는 국립사범대학교의 설립이 건의되었다. 이와 관련해 한국교육개발원이 1981년 6월 열린 《교원인사제도의 개선방향 탐색을 위한 세미나》에서 ‘교원교육종합대학교(가칭)’의 설립을 정식으로 제안하였고, 정부는 이러한 구상을 같은 해 12월 제5차 경제사회발전 5개년 계획 교육 부문에 반영하였다.
1982년 4월 28일 문교부는 1991년으로 예정된 중학교 의무교육 전면 실시에 대비하여 적정 수의 교원 확보와 배치를 위해 초·중등 교원을 통합적으로 양성하는 교원양성종합대학교의 설립을 확정하고 설립 기본 계획안을 발표하였다. 설립 기본 계획안에는 전국 규모의 대학으로 별도 설립한다는 기본 방침을 포함하여 부지 약 50만 평과 건평 약 6만 평의 규모로 1985년 3월 개교하도록 한다는 계획이 담겼다. 이어 설립추진연구위원회와 임시건설본부가 구성되고 학사운영계획·교육과정·입시제도에 대한 연구가 진행되는 등 개교 준비를 시작하였다.
한편 당시 여당이었던 민정당은 긴축 예산 편성으로 인해 신규 사업을 최대한 억제해야 한다는 이유로 정부 측에 설립 연기를 건의하겠다고 밝혔으나, 문교부는 서울특별시, 경기도, 충청남·북도의 10여 개 후보지를 두고 학교 설립 입지를 검토한 끝에 충청북도 청원군 강내면을 최종 위치로 확정하고 부지 확보에 나섰다. 여당의 반대에도 불구하고 결국 교원교육종합대학교의 신설 필요성이 설득력을 얻게 되었고 1983년 2월 1일 《교원교육종합대학교 종합 기본계획》이 확정되면서 시설 규모가 구체화되었다. 같은 해 7월 5일에는 그 명칭을 ‘한국교원대학교’로 확정하였으며 1983년 7월 14일 충청북도 청원군 강내면 다락리 부지에서 기공식을 열었다.

### 1980년대
1984년 3월 15일 대통령령인 《한국교원대학교 설치령》의 공포와 함께 설립되었으며, 초대 총장에 이규호 박사가 임명되었다. 같은 해 3월 27일 설치된 사무국과 교수부는 서울특별시 종로구 동숭동에 있는 한국학술진흥재단 건물에 임시 사무실을 두고 개교를 준비했으며 1985년 1월 10일 캠퍼스 부지에 완공된 교양학관으로 이전하였다. 1985년 3월 제2대 총장에 권이혁 박사가 취임하고 520명의 신입생을 받아 제1회 입학식을 실시하였다. 같은 해 4월 17일에는 도서관이 개관하였다. 1985년 8월 30일 학부 신입생의 학비 보조 기간을 기존 1년에서 2년으로 늘리는 한국교원대학교 설치령 수정안이 국무회의를 통과했다. 같은 해 10월 31일에는 제1회 개교기념식이 거행되었다. 1986년 9월 1일에는 교육연구원이 개원하였으며, 같은 해 11월 12일에는 종합교육연수원이 개원하였다. 1987년 11월 2일에는 박물관이 개관하였다. 1988년 2월 26일 제3대 총장에 신극범 박사가 취임하였다. 1988년 3월 1일에는 일반대학원 박사과정의 개설과 함께 부설유치원·부설초등학교·부설중학교가 개교하였다.

### 1990년대
1990년 3월 1일 동·하계 방학을 이용하여 3주씩, 총 3년 6학기 체제로 운영되는 일반대학원 계절제 석사과정이 개설되고 678명의 신입생이 입학하였다. 1992년 2월 17일에 제4대 총장 신극범 박사가 전체 유권자 118명 중 60표를 받아 첫 직선제 총장으로 취임하였다. 같은 해 3월 6일 제4대학이 신설됨과 동시에 제3대학에 있던 음악교육과, 미술교육과, 체육교육과가 제4대학으로 소속을 변경하였으며 제3대학에는 컴퓨터교육과와 기술교육과가 신설되었다. 1994년 3월 1일에는 부설고등학교가 개교하였다. 1996년 2월 9일에 정문 옆 고층 아파트 건립 계획이 알려지면서 범대학 규모의 교육환경 사수 투쟁이 일어났으나, 법적 대응 끝에 ‘아파트 공사 중 지상 10층을 초과하는 부분의 공사를 금지한다’는 법원의 승소 판결을 받았을 뿐 결국 아파트 건설을 막는 데는 실패했다. 1996년 2월 16일 제5대 총장 우종옥 박사가 취임하였고, 같은 해 3월 1일 제3대학에 환경교육과가 신설되었다. 1997년 3월 1일에는 일반대학원 계절제 석사과정 등이 분리되어 교육대학원이 개원하였다.

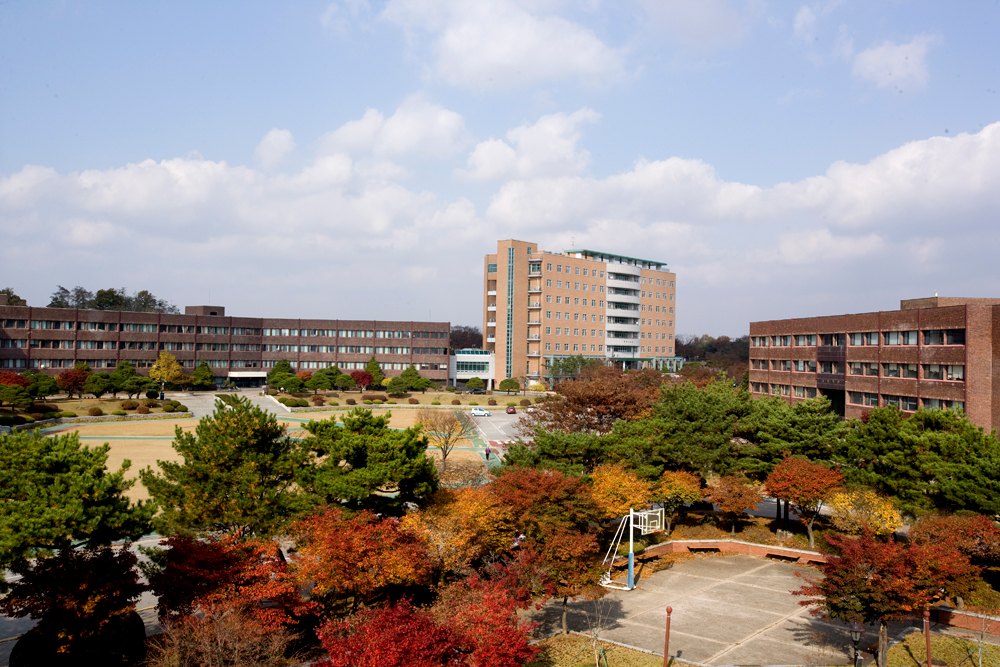
학생회관 옥상에서 북쪽 방향으로 촬영한 한국교원대학교 캠퍼스의 가을 풍경

### 2000년대
2000년 1월 18일 전교 교수회의에서 총장 간선제 도입안이 통과됨에 따라 2000년 2월 21일에 간선제 방식으로 치러진 선거에서 당선된 제6대 총장 정완호 박사가 취임하였다. 2001년 11월 15일에는 교육인적자원부의 ‘초등교원 충원대책’ 방침에 따라 경기도교육청으로부터 초등교육과 특별학사편입생을 선발하기로 하고 당해 초등교육과 입학 정원의 400% 규모에 이르는 650명의 편입생 모집을 공고했다. 이에 대한 전국교육대학생대표자협의회와 초등교육과의 반발에도 불구하고 결국 특별편입은 성사되어 2002년 3월 5일에 특별편입생 입학식이 열렸다. 2003년 3월 3일 교육정책대학원이 개원하고 40명의 신입생이 입학했다. 2004년 3월 2일에는 다시 직선제 방식으로 전환된 총장 선거에서 당선된 제7대 총장 박배훈 박사가 취임하였다. 2006년 10월 26일 최고의 교사 양성을 의미하는 슬로건 ‘Teacher of Teachers’와 슬로건 모티프, 심볼 마크, 캐릭터 등을 포함한 새로운 U.I 선포식을 열었다. 2008년 3월 2일 제8대 총장 권재술 박사가 취임하였다. 같은 해 10월 22일에는 교육정책대학원이 교육정책전문대학원으로 전환 승인되었다.

### 2010년대
2010년 3월 1일 제1대학에 교육학과가 신설되었으며 11월 16일에는 기존의 박물관이 교육박물관으로 재개관하였다. 같은 해 12월 2일 제 1회 전국 대학도서관 평가 우수대학으로 선정되었으며, 2012년 3월 2일에 제9대 총장 김주성 박사가 취임하고 같은 해 12월 15일에 유아교육원이 개원하였다. 2013년 4월 13일에는 제3대학 소속의 영재교육연구소가 부속시설인 영재교육원으로 확대 개편·개원하였다. 2014년 7월 1일 통합 청주시가 출범하면서 행정구역상 소재지가 '충청북도 청원군 강내면'에서 '충청북도 청주시 흥덕구 강내면'으로 바뀌었다. 2015년 3월 1일 제2대학에 대한민국 대학 중에서는 최초로 중국어교육과를 신설하여, 입학식에 추궈훙(邱國洪) 주한 중국대사가 참석하기도 하였다. 2016년 3월 14일에 제10대 총장으로 류희찬 박사가 임명되었다. 2018년 10월 26일에는 총사업비 282억 원을 투입해 완공한 신축 도서관(미래관)이 정식 개관하였다. 2019년 8월 2일에는 UNESCO-UNITWIN사업을 추진하여 교사 역량교육을 위한 교육협력 프로그램을 주관하여 실시하기로 하였다.

### 2020년대
2020년 3월 27일 한국교원대학교 제11대 총장으로 불어교육과 김종우 교수가 임명되었다.

## 특징

### 종합교원양성대학

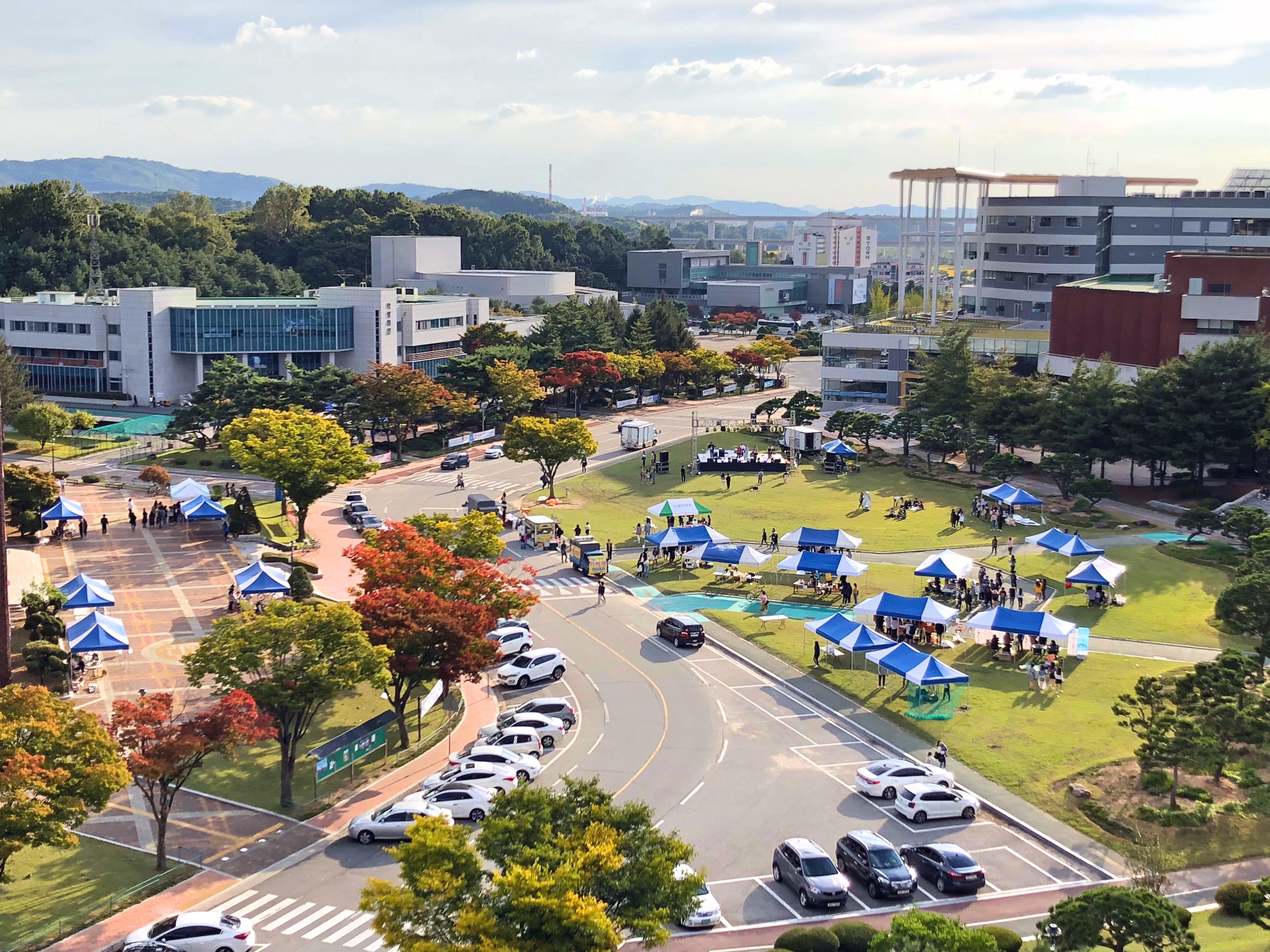
매년 가을에 열리는 동아리 대동제 행사 모습

고등교육법 제43조에 근거해 교육대학과 사범대학의 목적을 동시에 수행할 수 있는 대한민국 내 유일의 종합교원양성대학으로서 교원양성, 교원연수, 교육연구의 3대 기능을 수행한다. 이 같은 특수성으로 인해 각 권역 교육대학 총장이 차관급 공무원으로 분류되는 것과 다르게 종합교원양성대학인 한국교원대학교의 총장은 장관급 공무원으로 예우한다.

#### 교원양성
교원양성을 위해서 학부 과정을 두고 유·초·중등 간의 구분 없이 복수전공을 허용해 통합적인 양성 기능을 수행한다. 이를 위해 제1대학에 유아교육과와 초등교육과를 제2·3·4대학에 중등 사범계 학과를 두고 있으며, 본 과정을 마치는 졸업생에게는 교원자격증과 교육학사(B.Ed.) 학위를 수여한다. 개교 이후 2018년까지 1만 7천여 명의 학부 졸업생을 배출하였고 이들 대부분이 교직에 진출하여 국·공·사립 학교의 교원 및 교육전문직으로 활동하거나 교육계 학자, 관료, 연구원 등으로 일하고 있다.
1990년까지의 학부 졸업생들은 희망하기만 하면 자동으로 공립 학교 교원에 임용되었으나 1990년 10월 이 같은 규정을 담은 교육공무원법 제11조 1항에 대한 헌법재판소의 위헌 결정이 난 이후 1991년부터는 교원 임용시험을 통과해야만 공립 학교 교원이 될 수 있다. 시험이 도입된 이후로도 매년 많은 수의 합격자를 배출해 전국 교원양성기관 중 전체 정원 대비 교원 배출 비율 1위를 기록하고 있다. 2018학년도 공립 유·초·중등학교 교원 임용시험에서는 총 486명의 최종 합격자를 배출하여 정원 대비 88.8%의 합격률을 기록하였다. 더불어서 우리 대학은 2019학년도 교원 임용시험에서 총469명이 최종 합격하여, 전국 최고수준의 합격률 (합격인원 및 입학정원 대비 85.9%)을 달성하는 큰 성과를 거두었다. 또한 한국교육개발원과 교육부가 2018년에 실시한 5주기 교원양성기관역량진단에서 최고 등급인 A등급을 획득하였다.
| 최근 5개년 공립 학교 교원 임용시험 합격자 수 |       |       |       |       |       |
| 구분                                         | 2015  | 2016  | 2017  | 2018  | 2019  |
| 유치원 교사                                  | 21    | 16    | 8     | 32    | 12    |
| 초등학교 교사                                | 175   | 172   | 154   | 122   | 104   |
| 중등학교 교사                                | 313   | 353   | 317   | 332   | 353   |
| 합계                                         | 509   | 541   | 479   | 486   | 469   |
| 정원대비 합격률                              | 93.1% | 98.9% | 87.6% | 88.8% | 85.9% |

#### 교원연수
교원연수를 위해서 종합교육연수원과 교육대학원을 설치하고 현직 교원의 재교육과 전문성 신장을 돕는다. 종합교육연수원은 유치원장·원감, 초·중·고등학교 교장, 수석교사의 자격연수를 담당하고 있으며 중등교원 특별양성과정, 영어교사 심화연수(IETTP), 자율형 공립고 교원 연수, 학력향상 중점학교 연수, 교원 상담역량 강화 연수 등의 직무연수를 시행해 교원의 전문성 향상을 도모한다. 특히 교장 자격연수의 경우 정책 연수, 시·도 연수, 본연수로 구성된 총 204시간(31일)의 교장 자격연수 시간 중 180시간 분량의 본연수를 반드시 한국교원대학교 종합교육연수원에서 이수하도록 하고 있어 전국의 예비 교장들은 이 과정을 거쳐야만 교장 자격을 취득할 수 있다. 개원 이래 2019년까지 총 22만여 명의 교원을 대상으로 각종 자격연수와 직무연수를 진행했다.

#### 교육연구

교육연구관과 대학원의 모습

교육연구는 대학원과 교육연구원, 유아교육원 등 학내에 설치된 연구 기관들을 중심으로 정부·대학·학교 현장 간 협력을 통한 실천 중심의 연구 활동을 지향하고 있다. 특히 교육연구 활동을 전문적으로 수행하는 교육연구원은 교육의 기초 이론과 교과교육, 교원교육, 교육과정, 통일교육 등에 관한 연구를 수행해 학교교육의 질적 향상에 이바지함을 목표로 한다. 최근에는 한국연구재단으로부터 ‘스마트교육정책 중점연구소’와 '유아교육 대학중점연구소'로 선정되는 한편, 한국과학창의재단으로부터 '창의·인성교육 거점센터'를 유치하는 등 국가 재정이 투입되는 연구 사업을 다수 수행하고 있다. 지리적으로 대한민국의 중심부에 있는 특성과 종합교원양성대학으로서의 지위를 반영하여 전국 단위의 교육 정책 관련 공청회와 학술 행사들이 많이 개최된다.

### 학비 보조
개교 시점부터 2014년까지는 한국교원대학교 설치령 제12조에 근거해 학부생 전원의 입학금과 전 학년 수업료가 모두 면제되었으므로 기성회비만 내면 되었다. 2015년 3월 3일 대한민국 국회에서 ‘국립대학의 회계 설치 및 재정 운영에 관한 법률안’이 통과된 이후 기성회비가 수업료에 편입됨에 따라 입학금은 종전대로 면제하되 기존의 기성회비 납부 금액만큼을 수업료로 징수하게 되었다.
대한민국의 국·공립대 중 등록금이 가장 저렴하고 학생 장학금 수혜율이 가장 높아 재학생들의 학비 부담은 타 국·공립대나 사립대보다 상당히 적은 편인 것으로 나타났다. 2019학년도 학국교원대학교의 평균 등록금은 318만원으로 전국 4년제 대학교 중에서 착한 등록금 순위 7위에 올랐다. 이에 더해 학부 1학년과 2학년은 전원 사도교양교육원 입사를 의무로 하되 2년 동안의 식비를 포함한 생활관비와 피복비를 전액 국고에서 지급하고 있다.
| 2019학년도 학부 등록금 현황 | 2019학년도 학부 등록금 현황 | 2019학년도 학부 등록금 현황 | 2019학년도 학부 등록금 현황 | 2019학년도 학부 등록금 현황 |
| 계열                        | 계열                        | 입학금                      | 수업료                      |                             |
| --------------------------- | --------------------------- | --------------------------- | --------------------------- | --------------------------- |
| 인문·사회계열               | 인문·사회계열               | 0원                         | 1,437,000원                 |                             |
| 자연계열                    | 수학교육                    | 0원                         | 1,437,000원                 |                             |
| 자연계열                    | 수학교육 외                 | 0원                         | 1,437,000원                 |                             |
| 공학계열                    | 공학계열                    | 0원                         | 1,800,000원                 |                             |
| 체육계열                    | 체육계열                    | 0원                         | 1,800,000원                 |                             |
| 예술계열                    | 예술계열                    | 0원                         | 1,951,000원                 |                             |
| 평균                        | 평균                        | 0원                         | 1,591,400원                 |                             |

### 사도교육과정

외국어연수관 앞뜰에 있는 조형물 ‘큰 스승의 길’

학부생을 대상으로 하는 2년간의 교육과정으로 사도교양교육원이 그 운영을 담당하고 있다. 개교 당시 기존 교원양성 시스템에 대한 문제의식을 바탕으로 도입하였으며 교원양성의 대안적 모델을 표방한다. 공동체 생활 공간을 교육공간으로 활용한다는 ‘기숙형 대학(residential college)’ 개념으로 운영되고 있으며 졸업을 위한 학칙상의 필수 요건이므로 모든 학부 입학생은 최초 4학기 동안 의무적으로 사도교양교육원 생활관에 입사해 이 과정을 이수하여야 한다. 공동체 의식 및 인성 함양을 위해 서로 다른 지역 출신과 서로 다른 전공의 학생들을 룸메이트로 매칭하는 호실 배정 규정을 두고 있는 것이 특징이다.
세부 교육 프로그램으로는 신입생을 대상으로 진행하는 공동체 인성 함양 프로그램과 2학년 학생을 대상으로 하는 리더십 함양 프로그램을 비롯하여 THC(Teacher-Healer-Counselor) 양성 교육과정, 퍼실리테이터형 교육리더 양성과정, 명사 초청 특강, 환경 미화 활동, 호신술 교육, 심폐소생술 교육, 안전 교육 등이 있으며 각 프로그램을 이수할 때마다 소정의 사도교육과정 점수를 부여한다. 매 학기 60점 이상의 사도교육 점수를 취득해야 해당 학기 사도교육과정을 이수한 것으로 인정되고 재학 중 총 4회의 이수 확인을 받아야 졸업 요건을 충족한다.

### 학술 교류
아시아 교원교육 협의체 구축과 해외 사범대학과의 복수 학위제 시행 등 국·내외 외부 기관과 학술 교류 관계를 맺고 있다. 중국의 북경사범대학, 일본의 도쿄 가쿠게이 대학, 미국의 켄터키 주립 대학교 등 51개 외국 대학과 학술 교류 협정을 체결하고 있으며 2009년 12월 결성된 대학간 협의체인 동아시아 교원양성 국제컨소시엄의 회원 대학으로 참여하고 있다. 2014년 11월에는 ‘디지털 시대의 스마트교육과 교사교육’을 주제로 제9회 동아시아 교사교육 국제심포지엄을 주관하기도 했다. 한국교육과정평가원, 한국교육개발원, 한국직업능력개발원, 17개 시·도 교육청 등 국내 교육 관련 기관과 64개 국내 대학과도 협력 관계를 맺고 있다.
2013년 7월 ‘글로벌 교원양성 거점대학’(GTU, Global Teacher's University)으로 선정되어 교육부로부터 매년 약 2억 원씩, 12년간 약 23억 원의 사업비를 받는다. 학부와 대학원 과정에 글로벌 교원양성 프로그램을 설치하여 해외대학과의 공동 교육과정을 운영하고, 복수학위 및 해외 교원자격증 취득을 지원한다. 2015년 9월에는 중국 길림사범대학과 공동 운영하는 ‘한‧중 유아교육전공 본과 교육 프로그램’의 첫 신입생 입학식을 거행하였다. 이 프로그램은 두 학교가 공동으로 구성하는 유아교육과정을 이수하는 학생에게 길림사범대학 학위 및 중국 유아교사 자격증을 수여하는 프로그램으로서 중국 교육부의 정식 인가를 받아 정규 유아교사 양성과정으로 운영된다.

## 구성
총장 산하에 1부 2처 1국의 행정 기구와 4개 단과대학, 3개 대학원, 1개 지원시설, 11개 부속시설, 4개의 부설학교가 있다.

### 대학
학사(B.Ed.) 과정으로서 25개의 사범계 학과가 설치되어 있다. 동일·유사 계열의 사범계 학과들을 묶어 4개의 단과대학으로 편성하였으며, 단과대학 명칭은 편의상 숫자로 명명했을 뿐 특별한 의미가 없다.

### 대학원
일반대학원 1개, 특수대학원(교육대학원) 1개, 전문대학원(교육정책전문대학원) 1개로 총 3개의 대학원이 설치되어 있다.

#### 일반대학원
일반대학원은 일반전형으로 선발된 학사 학위 소지자와 특별전형으로 선발된 교직 경력 3년 이상의 현직 교원에게 입학이 허용된다. 석사(M.A.) 및 박사(Ph.D.) 과정이 개설되어 있으며 대학의 교수 요원과 기타 교육 연구 기관에서 활동할 교육 전문가 양성을 목표로 한다. 2019년까지 석사 11,118명, 박사 1,097명을 배출하였다.

#### 교육대학원
교육대학원은 타 대학교에 설치된 것과 달리 현직 교원의 재교육 차원에서 특별전형 과정만 운영하므로 원생 전원이 현직 교원으로 구성된다. 교육 경력 2년 이상이면서 학사 학위를 소지한 현직 교원, 장학관, 장학사, 교육연구관, 교육연구사면 별도의 추천 없이 지원할 수 있다. 석사(M.Ed.) 과정만 개설되어 있으며, 2019년까지 석사 9,026명을 배출하였다.

#### 교육정책전문대학원
교육정책전문대학원은 교육정책에 대한 전문적 소양을 배양하고 실무적 이해를 증진하며, 실제적인 적용을 강화하기 위한 목적으로 설립된 전문대학원이다. 시·도 교육청 및 교육부의 교육전문직과 일반직 5급 공무원의 연수 기능을 담당한다. 교육정책학과 아래에 세부 전공으로 교육정책전공, 인적자원정책전공, 교육시설환경정책전공이 있으며 전공별로 2년 과정의 석사(M.Ed.) 및 3년 과정의 박사(D.Ed.) 과정이 개설되어 있다. 2019년까지 석사 798명, 박사 31명을 배출하였다.

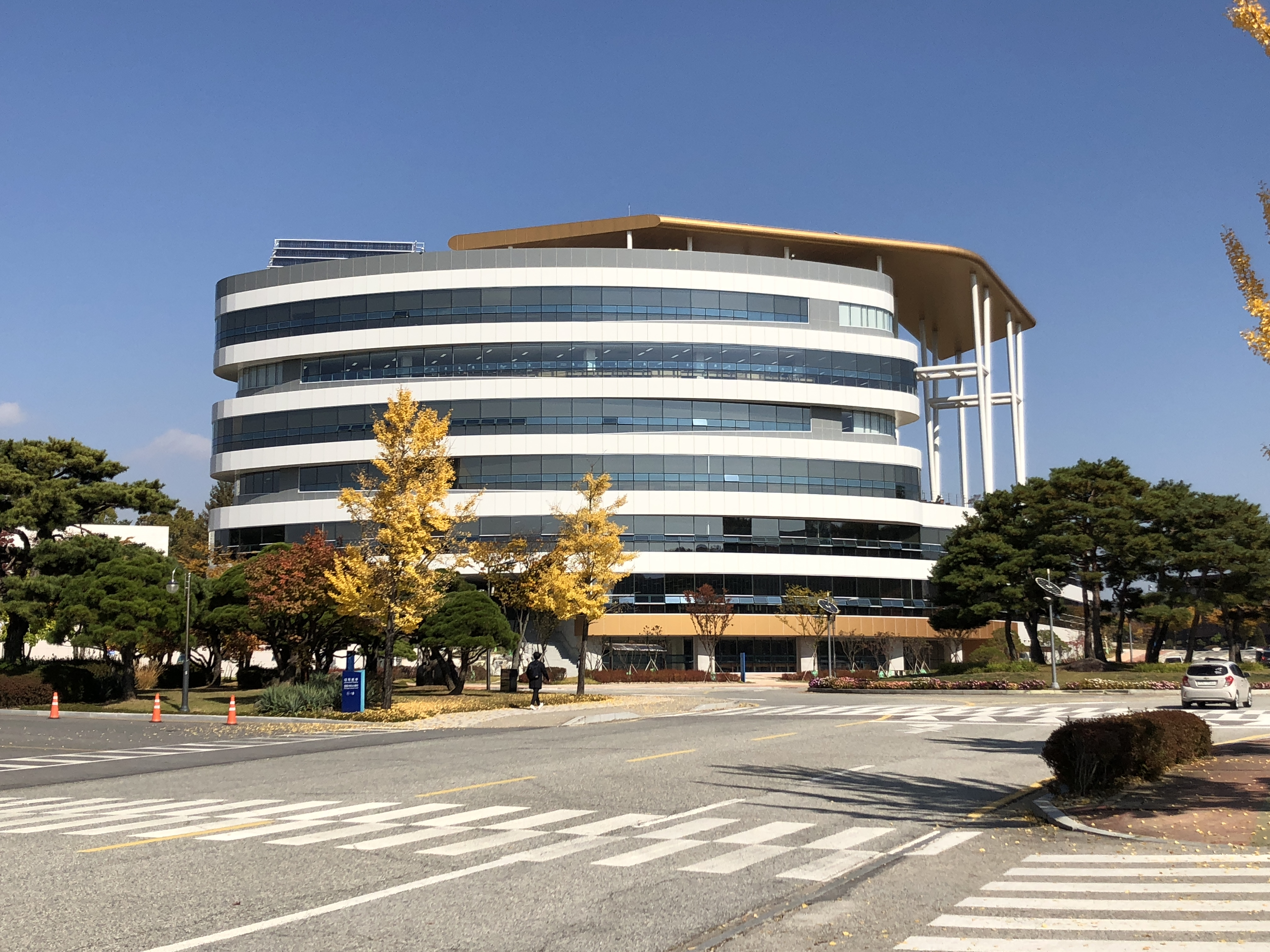
교육 학술 분야 전문도서관인 한국교원대학교 도서관(미래관)의 모습

## 캠퍼스

정문과 캠퍼스 중심을 잇는 진입로인 ‘청람대로’의 가을 풍경

전체 약 78만m2의 부지에 부설학교를 제외한 총 58동의 건물이 있다. 2017년 기준으로 교지 확보율은 734.6%로 대한민국의 국·공립대 중 1위를 기록하고 있으며 교사 확보율도 238%로 서울대학교에 이은 2위에 올라 있어 재학생 수에 비해 확보하고 있는 교지·교사 면적이 매우 넓은 편인 것으로 나타났다.
캠퍼스 서쪽 끝에 있는 정문과 동쪽 끝 제2체육관을 잇는 약 900m 길이의 청람대로가 동서축으로 자리잡고 있고, 북쪽의 후문과 청람대로의 중간 지점을 잇는 느티나무길이 남북축 역할을 한다. 두 길이 만나는 지점에 중앙 로터리가 있으며, 캠퍼스 내 건물은 중심 도로축인 청람대로와 중앙 로터리를 중심으로 배치되어 있다. 각 부분의 위치와 담당 기능에 따라 중앙 지역과 교육 지역, 연수·연구 지역, 생활관 지역, 녹지 지역으로 구분할 수 있다.

### 중앙 지역
로터리를 중심으로 하는 지역으로 대학의 기본 기능을 담당하는 기관들이 배치되어 있다. 총장실 및 각종 행정 부서들이 입주해 있는 대학본부를 비롯해 도서관(미래관･호연관), 학생회관, 교원문화관, 교육박물관이 이곳에 자리한다. 학생회관은 2013년 8월부터 2014년 12월까지 약 1년 4개월 동안 내진 보강 공사와 리모델링을 거쳐 새롭게 개관하였고, 도서관은 기존 건물인 호연관 앞쪽 부지에 연면적 14,200m2 규모의 ‘미래관’을 신축하여 2018년 10월에 확장 개관하였다.

### 교육 지역
캠퍼스의 동쪽과 남쪽을 아우르는 지역으로 각 단과대학이 사용하는 건물들이 모여 있다. 교양학관, 인문과학관, 종합교육관, 자연과학관, 융합과학관, 응용과학관, 음악관, 미술관, 제1체육관, 제2체육관이 해당된다. 이 중 인문과학관과 종합교육관, 자연과학관과 융합과학관은 각각 서로 연결되어 있다. 각 건물에는 단과대학의 학장실과 행정실, 각 학과 사무실, 부속 연구소, 교수 연구실, 강의실 등이 입주해 있다. 인문과학관 앞에 펼쳐진 넓은 잔디광장은 청람대로가 바로 옆을 지나고 캠퍼스 어디에서든 접근성이 양호한 곳에 있어 청람축전과 동아리 대동제, 어린이날 행사, 각종 집회 등 대규모 인원이 모이는 행사장으로 활용된다.

### 연수·연구 지역

11층 규모의 연수생 기숙사로 1인실 392실을 갖추고 있는 함덕당

캠퍼스의 북쪽 지역에 해당하며, 교원연수와 교육연구의 기능을 담당하는 기관들이 중앙 로터리와 후문을 잇는 느티나무길을 따라 들어서 있다. 느티나무길의 동편에는 대학원, 교수회관, 교육연구관, 함덕당, 교원연수관, 국제연수관, 연수원 기숙사, 지진관측소가 있다. 서편에는 부설고등학교, 종합교육연수원 문화관, 함인당이 위치한다.

### 생활관 지역
캠퍼스의 북동쪽 지역으로 사도교양교육원이 운영하는 4~5층 높이의 생활관 건물들이 모여있다. 관리동, 사랑관, 신뢰관, 청람관, 다락관, 인내관, 사임당관, 율곡관, 복지관, 퇴계관(대학원관), 지혜관이 있다. 관리동에는 제1・2학생식당이 있으며 복지관에는 구내매점, 안경원, 세탁소, 체력단련실, 정보검색실, 노래방, 탁구장 등의 편의 시설이 입주해 있다.

### 녹지 지역
중심축에 해당하지 않는 지역으로 대부분 산림으로 조성되어 있으며 몇몇 건물들이 흩어져 있다. 캠퍼스 남쪽에는 학군단과 청람천문대, 청람황새공원, 테니스장 및 골프장이 있으며, 교육박물관 남쪽 옛 총장 공관 건물 옆에는 유아교육원이 있다. 유아교육원과 인접한 곳에 2019년 신축되어 이전한 부설유치원이 있다. 부설고등학교에서 서쪽으로 조금 떨어진 지역에는 1997년 대교그룹이 건립해 기증한 교수아파트 다섯 동이 있다.

## 학생 활동

### 총학생회
총학생회는 학생들의 요구를 대외적으로 관철하기 위해 독립적으로 활동하는 학생 자치 기구이다. 1985년 4월 2일에 제1대 총학생회장단을 선출하고 집행부를 구성하면서 발족하였으며 1988년 관선총장의 취임 거부하고 학원 자율화를 요구하는 취임식 농성을 시작으로 국가고시제 도입 철회를 위한 총장실 점거 농성과 수업거부 투쟁, 1991년 반민자당 투쟁 및 동맹휴업 결의, 1999년 학부 정원 축소 및 총·학장 선출의 간선제 도입 등 6개 구조조정안에 대한 저지 투쟁, 2005년 기성회비 인상 반대 총궐기 등을 주도하며 학내·외의 크고 작은 사안에 대해 학생들의 목소리를 대변하는 역할을 해오고 있다. 또한 새내기 미리 배움터, 해오름식, 청람축전(대동제), 명사 초청 특강, 교육봉사 활동, 귀향버스 운행, 퇴사택배 사업 등을 기획하고 추진하는 일도 맡고 있다. 매년 선거를 통해 총학생회장과 부총학생회장을 선출하고 있으며 학생 복지를 관장하는 학생복지위원회와 자치 언론인 교지편집위원회가 총학생회의 하위 기구로 설치되어 있다.

### 동아리연합회
공연 분과, 사회 분과, 전시 분과, 종교 분과, 체육 분과, 학술 분과 소속의 40여 개의 동아리로 구성된 학생 자치 기구이다. 매년 10월에 동아리 대동제를 개최한다.

### 학내 언론

신문방송사와 교지편집위원회가 입주해 있는 응용과학관의 모습

- 한국교원대신문: 1985년 3월 31일 타블로이드판 8면의 《한국교원대학교신문》으로 창간하였다. 1986년 3월 5일 발행된 제13호에서 《교원대신문》으로 제호를 변경하고 블랭킷판으로 판형을 바꾼 뒤, 1997년 11월 제호를 《한국교원대신문》으로 변경해 신문방송사 국자신문편집실에서 오늘날까지 발행해오고 있다. 현재는 블랭킷판 12면으로 학기 중 총 6회, 동계 방학 중 1회 발행하며, 격주 월요일에 학내에 무료로 배포하고 학외 구독자에게도 발송한다.[95]
- INDIGO: 계간으로 발행하는 학내 영문 매거진이다. 신문방송사 영자신문편집실에서 발행하고 있으며, 1996년 10월 14일 《The Kyowondae Times》로 창간한 이후 16호에서 《INDIGO》로 제호를 변경하였다. 2000년 11월에는 기존의 스탠다드판 8면에서 매거진 형태로 전환해 오늘날까지 발행해오고 있다.[96]
- KNUE TV: 1998년 10월 16일 매체제작연구소의 교내 TV 방송국으로 개국한 이후[97] ‘교육방송국’으로서 교육연구원 교수학습센터 산하에 있었으나, 2012년 5월 1일 신문방송사 방송편성실로 통합되었다. 학내 정규방송, 입시특별생방송, 인터넷 방송, 학교 행사 지원 등을 담당한다.
- 교지 《청람문화》: 재학생들이 매 학기 내는 학생회비 일부를 지원받아 확대운영위원회 산하 기구인 교지편집위원회에서 발행한다. 교지는 책자 형식으로 연 2회 발행하며 학내와 각 대학 교지편집위원회에 무료로 배포된다.

### 스포츠팀
한국교원대학교에는 체육 특기생이 없으므로, 각종 학교 대항 스포츠 경기에 출전하는 선수들은 체육교육과 학생들을 주축으로 하는 아마추어들이다. 1987년 창단해 대학축구연맹에 정식 팀으로 등록된 한국교원대 축구부는 1988년 처음 출전한 전국대회에서 숭실대 축구부에 0대 19로 패한 것을 시작으로 연패를 기록하고 있다. 2015년에는 농구부를 창단하여 대한농구협회에 등록 후 제31회 전국대학농구대회에 출전하였으나 예선 세 경기에서 전패를 기록하였다.

## 사건·사고

### 농활 대학생 익사 사고
무엇이 보이는가, 그대

새들도 울지 않은 그날 우리의 여름은

절망했오

그러나 벗이여! 슬퍼마오 앞서간

벗들을 따라 내딛는 힘찬 걸음 있으니

우리 모두 주인되는 그날 꺼지지 않는

불꽃으로 되살아 오소서

1992년 가을 벗들의 넋을 기리며 
1990년 6월 27일 오후 5시 반경 충청북도 청원군 옥산면(당시) 천수천에서 이 마을에 살던 6살 어린이가 물놀이하던 도중 실종되자 심형주(당시 22세·초등교육과 3학년)군과 우종형(당시 20세·물리교육과 1학년)군 등 재학생 2명과 마을 주민 1명이 구조에 나섰다가 골재 채취를 위해 강바닥에 파 놓은 웅덩이에 빠져 모두 익사하는 사고가 발생했다. 두 학생은 이날 학교 버스 편으로 동료 학생 20명과 함께 옥산면으로 7박 8일 일정의 농촌봉사활동을 가던 중 오후 1시경부터 실종 어린이의 수색작업을 벌이던 마을 주민들의 요청을 받고 주민 10여 명과 함께 수색작업을 벌이다 변을 당했다.
사고 이후 총학생회에서는 학생회관 앞에 분향소를 설치하고 추모식을 열었다. 충청북도 청원군은 익사한 학생 2명과 마을 주민 1명을 대해 재해구제로 인한 의사상자로 인정해 줄 것을 보건사회부에 건의하였고, 같은 해 7월 30일 보건사회부는 세 사람을 의사자로 결정하였다. 심형주 군의 어머니는 사고 보상금의 일부를 대학에 장학금으로 맡기기도 하였다. 1991년 6월 익사 학생들의 1주기를 맞아 이들을 기리는 비석과 조형물이 대운동장 옆 잔디밭에 조성되었다.
1992년에는 추모비 주변 정돈과 단장을 위한 모금운동과 일일찻집이 열렸으며 이때 마련된 기금과 학교의 지원으로 시비가 세워졌다. 같은 해 11월 8일, 제막식과 함께 공개된 시비의 앞면에는 ‘무엇이 보이는가, 그대’라는 제목의 추모시가 새겨져 있고 뒷면에는 ‘1990년 6월 27일 여름농활시 장동리 입구 천수천에서 실종된 어린이를 찾던 중 심형주(초등88), 우종형(물리90) 학형이 급류에 휩쓸려 사망하다.’라는 내용의 사건 경과가 적혀있다.

## 사진

정문
청람대로
대학본부
한국 교육의 중심
정문 방향 전경
교육박물관
교원문화관
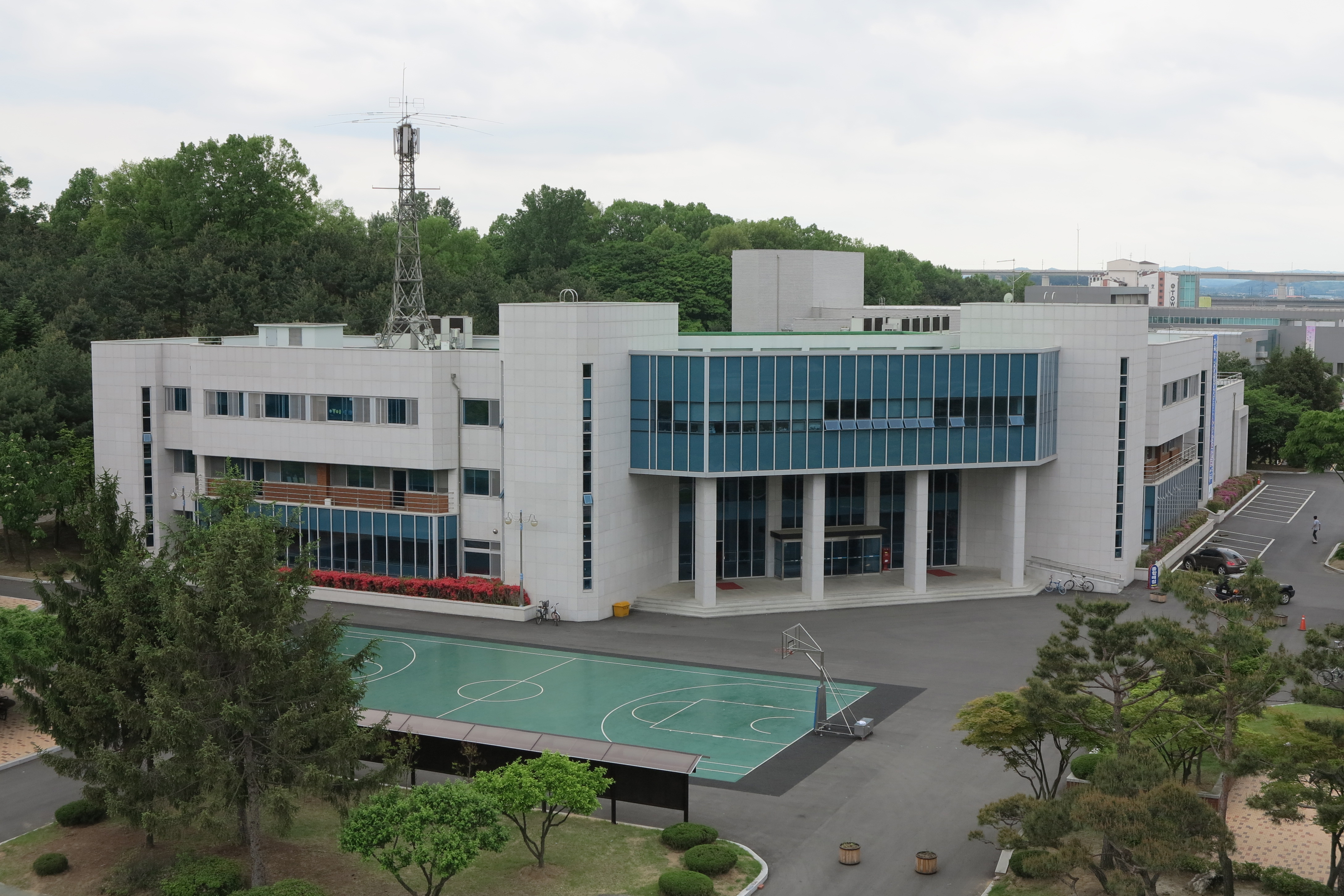
학생회관
호연관(옛 도서관)
느티나무길
대학원관
교육연구관
인문과학관
잔디광장
잔디광장의 야경
종합교육관
체육관
사도교양교육원 진입로
신사동 사거리
다락관과 청람관

## 같이 보기
- 대한민국의 교육대학
- 대한민국의 사범대학
- 대한민국의 교원양성제도

## 주해
1. ↑  평균 항목은 대학개별공시에 등록된 학기당 평균등록금으로서, 전체학과(학과별 학년별 학기당 등록금×학과별 학년별 정원내 입학정원)의 합/전체 정원내 입학정원의 합으로 계산된 가중평균 값이다.[1]